# Emil Săndoi
Emil Săndoi (Craiova, 1º marzo 1965) è un allenatore di calcio ed ex calciatore rumeno, di ruolo difensore, tecnico del FC Politehnica Iași.

## Palmarès

### Giocatore

#### Club
- Campionato rumeno: 1

Universitatea Craiova: 1990-1991
- Coppa di Romania: 2

Universitatea Craiova: 1990-1991, 1992-1993